# Списак краљева Марока
До 1957. године, званичан назив владара Марока је био султан.

## Идризидска династија
- Идриз I (787–793)
- Идриз II (807–827)

## Алморавидска династија
- Јусуф ибн Ташфин (1061–1106)
- Али ибн Јусуф (1106–1142)
- Ташфин ибн Али (1142–1146)
- Ибрахим ибн Ташфин (1146)
- Исак ибн Али (1146–1147)

## Династија Алмохаде
- Абд ал-Мумин 1145–1163
- Јусуф I 1163–1184
- Абу Јусуф Јакуб ал Мансур 1184–1199
- Мухамед ал-Насир 1199–1213
- Јусуф II 1213–1224
- Абдул Вахид I 1224
- Абдулах 1224–1227
- Јахија 1227–1235
- Идриз I 1227–1232
- Абдул Вахид II 1232–1242
- Али 1242–1248
- Умар 1248–1266
- Идриз II 1266–1269

## Династија Меринид
- Абдалхак I. (1195−1217)
- Утман I. (1217−1240)
- Мухамед I. (1240−1244)
- Abu Yahya Abu Bakr (1244−1258)
- Umar (1258−1259)
- Abu Yusuf Yaqub (1259−1286)
- Abu Yaqub Yusuf (1286−1306)
- Abu Thabit (1307−1308)
- Abu l-Rabia (1308−1310)
- Abu Said Uthman II. (1310−1331)
- Abu l-Hasan (1331−1348)
- Abu Inan Faris (1348−1358)
- Muhammad II. as Said (1359)
- Abu Salim Ali II. (1359−1361)
- Abu Umar Taschufin (1361)
- Abu Zayyan Muhammad III. (1362−1366)
- Abu l-Fariz Abdul Aziz I. (1366−1372)
- Abu l-Abbas Ahmad (1372−1374)
- Abu Zayyan Muhammad IV. (1384−1386)
- Muhammad V. (1386−1387)
- Abu l-Abbas Ahmad (1387−1393)
- Abdul Aziz II. (1393−1398)
- Abdullah (1398−1399)
- Abu Said Uthman III. (1399−1420)
- Abdalhaqq II. (1420−1465)

## Сади династија
- Mohammed I (1554–1557)
- Abdallah al-Ghalib	(1557–1574)
- Abu Abdallah Mohammed II (1574–1576)
- Abu Marwan Abd al-Malik I (1576–1578)
- Ahmad I al-Mansur (1578–1603)
- Abdul Abdallah Mohammed III (1603–1607)
- Zaidan Al Nasir (1607–1628)
- Abu Marwan Abd al-Malik II (1628–1631)
- Al-Walid (1631–1636)
- Mohammed IV (1636–1654)
- Ahmad II (1654–1659)

## Алуитска династија
- Ал Рашид (1666–1672)
- Мухамед I (1672)
- Ал Харани, Abu'l Abbas Ahmad I, and Ismail (1672–1684)
- Исмаил од Марока (1684–1727)
- Абул Абас Ахмед II (1727–1728) (први пут)
- Абдалмалик (1728)
- Абул Абас Ахмед II (1728–1729) (други пут)
- Абдулах I (1729–1735) (први пут)
- Ali 	(1735–1736)
- Абдулах I (1736) (други пут)
- Мухамед II 1736–1738
- Ал Мостади (1738–1740)
- Абдулах III (1740–1745)
- Зин ал Абидин (1745)
- Абдулах IV (1745–1757)
- Мухамед III (1757–1790)
- Јазид од Марока (1790–1792)
- Slimane of Morocco (1792–1822)
- Абдерахман (1822–1859)
- Мухамед IV (1859–1873)
- Хасан I (1873–1894)
- Абделазиз (1894–1908)
- Абделхафид (1908–1912)
- Јусеф од Марока (1912–1927)
- Мухамед V (1927–1961)
- Хасан II (1961–1999)
- Мухамед VI (1999–)